# Jan Matoušek
Jan Matoušek (* 9. května 1998 Příbram) je český profesionální fotbalista, který hraje na pozici ofenzivního záložníka za český klub Bohemians Praha 1905 a za český národní tým.

## Klubová kariéra
V sezóně 2017/18 byl zvolen nejlepším hráčem 2. české fotbalové ligy. V srpnu 2018 přestoupil z 1. FK Příbram do týmu SK Slavia Praha údajně za 40 milionů korun. V září kvůli marodce týmu Matoušek šel do Slavie dříve. Jeho přestup se tak stal nejdražším přestupem v rámci české fotbalové ligy. Trvalé místo v sestavě ale nezískal. I proto na jaře 2019 z Prahy mířil zpátky na hostování do Příbrami a od té doby prošel ještě Jabloncem a Libercem, v němž rychlonohý ofenzivní fotbalista působil od léta 2020. V prosinci 2022 zamířil ze Slavie do Bohemians, zatímco opačným směrem zamířil Petr Hronek. V Ďolíčku podepsal smlouvu do roku 2025.